# Armatocereus cartwrightianus
Armatocereus cartwrightianus ist eine Pflanzenart in der Gattung Armatocereus aus der Familie der Kakteengewächse (Cactaceae). Das Artepitheton cartwrightianus ehrt den britischen Konsularangestellten Alfred Cartwright, der viele Wissenschaftler bei Besuchen unterstützt hat. Spanische Trivialnamen sind „Cardón“ und „Cardo maderero“.

## Beschreibung
Armatocereus cartwrightianus wächst strauchig oder baumförmig und erreicht Wuchshöhen von bis zu 12 Meter. Meist wird ein gut ausgeprägter Stamm von bis zu 2 Meter Höhe und einem Durchmesser von 30 Zentimeter ausgebildet. Die dunkelgrünen Triebe sind in 30 bis 60 Zentimeter lange Segmente mit einem Durchmesser von 7 bis 10 Zentimeter gegliedert, die an beiden Enden verjüngt sind. Es sind sechs bis neun durch tiefe Einschnitte voneinander getrennte Rippen vorhanden, die 1,5 bis 2,5 Zentimeter hoch sind. Die nadeligen, braunen Dornen werden später weiß und besitzen eine dunklere Spitze. Die ein bis vier Mitteldornen weisen eine Länge von 2 bis 10 Zentimeter auf. Die 15 bis 25 ausgebreiteten Randdornen sind 5 bis 25 Millimeter lang.
Die weißen Blüten stehen waagerecht ab. Sie sind 7 bis 9 Zentimeter lang und weisen einen Durchmesser von 4 bis 5 Zentimeter auf. Die eiförmigen Früchte sind anfangs grün und werden später rot. Sie sind 5 bis 9 Zentimeter lang.

## Verbreitung, Systematik und Gefährdung
Armatocereus cartwrightianus ist im Süden Ecuadors und im Norden Perus auf trocknen Küstenebenen verbreitet.
Die Erstbeschreibung als Lemaireocereus cartwrightianus durch Nathaniel Lord Britton und Joseph Nelson Rose wurde 1920 veröffentlicht. Arthur William Hill stellte die Art 1938 in die Gattung Armatocereus. Weitere nomenklatorische Synonyme sind Cereus cartwrightianus (Britton & Rose) Werderm. (1931) und Armatocereus cartwrightianus Backeb. (1936).
In der Roten Liste gefährdeter Arten der IUCN wird die Art als „Least Concern (LC)“, d. h. als nicht gefährdet geführt.

## Nutzung
Die Früchte werden in Peru von den Einheimischen als Obst genutzt. Die Triebe werden medizinisch verwendet.

## Nachweise